# Kuala Lumpur
Kuala Lumpur, tên chính thức là Lãnh thổ Liên bang Kuala Lumpur (tiếng Mã Lai: Wilayah Persekutuan Kuala Lumpur), hay thường được viết tắt là KL, là thủ đô liên bang và thành phố đông dân nhất tại Malaysia. Thành phố có diện tích 243 km² (94 sq mi) dân số theo ước tính năm 2016 là 1,73 triệu. Vùng Đại Kuala Lumpur, còn được gọi là thung lũng Klang, là một quần thể đô thị với 5,7 triệu dân vào năm 2010. Đại Kuala Lumpur nằm trong số các vùng đô thị phát triển nhanh nhất ở khu vực Đông Nam Á, xét về cả dân số và kinh tế.
Kuala Lumpur là nơi đặt trụ sở của Quốc hội Malaysia. Thành phố từng là nơi đặt trụ sở của các cơ quan thuộc nhánh hành pháp và tư pháp trong chính phủ liên bang, song các cơ quan này chuyển đến Putrajaya vào đầu năm 1999. Một số bộ phận của bộ máy tư pháp liên bang vẫn nằm tại thành phố thủ đô. Cung điện chính thức của Quốc vương Malaysia là Istana Negara cũng nằm tại Kuala Lumpur. Kuala Lumpur là trung tâm văn hóa, tài chính và kinh tế của Malaysia. Thành phố được xếp hạng là thành phố toàn cầu hạng alpha, và xếp hạng 48 theo Chỉ số thành phố toàn cầu năm 2010 của Tạp chí Foreign Policy.
Kuala Lumpur được giới hạn trong Lãnh thổ liên bang Kuala Lumpur, là một trong ba lãnh thổ liên bang của Malaysia. Lãnh thổ nằm ở giữa vùng bờ biển phía tây của Malaysia bán đảo, và bị bang Selangor bao quanh hoàn toàn.
Từ thập niên 1990, thành phố là nơi tổ chức nhiều sự kiện thể thao, chính trị và văn hóa quốc tế, bao gồm đại hội thể thao Thịnh vượng chung năm 1998, hay giải đua ô tô công thức 1 Grand Prix. Thêm vào đó, Kuala Lumpur có tòa tháp đôi cao nhất thế giới Petronas.

## Lịch sử

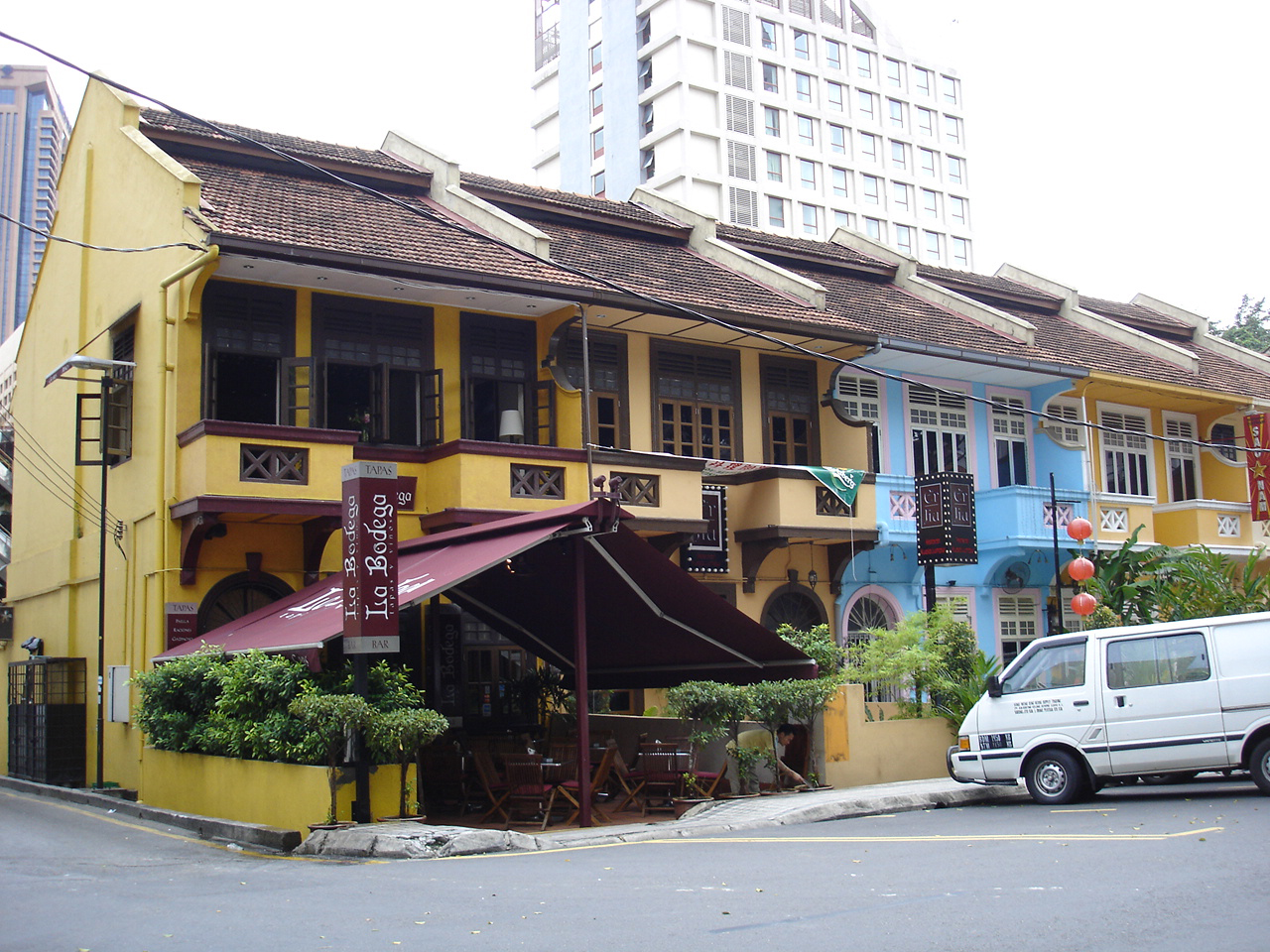
Các cửa hàng thời thuộc địa tiền chiến nay được tân trang thành các nhà hàng và quầy rượu.

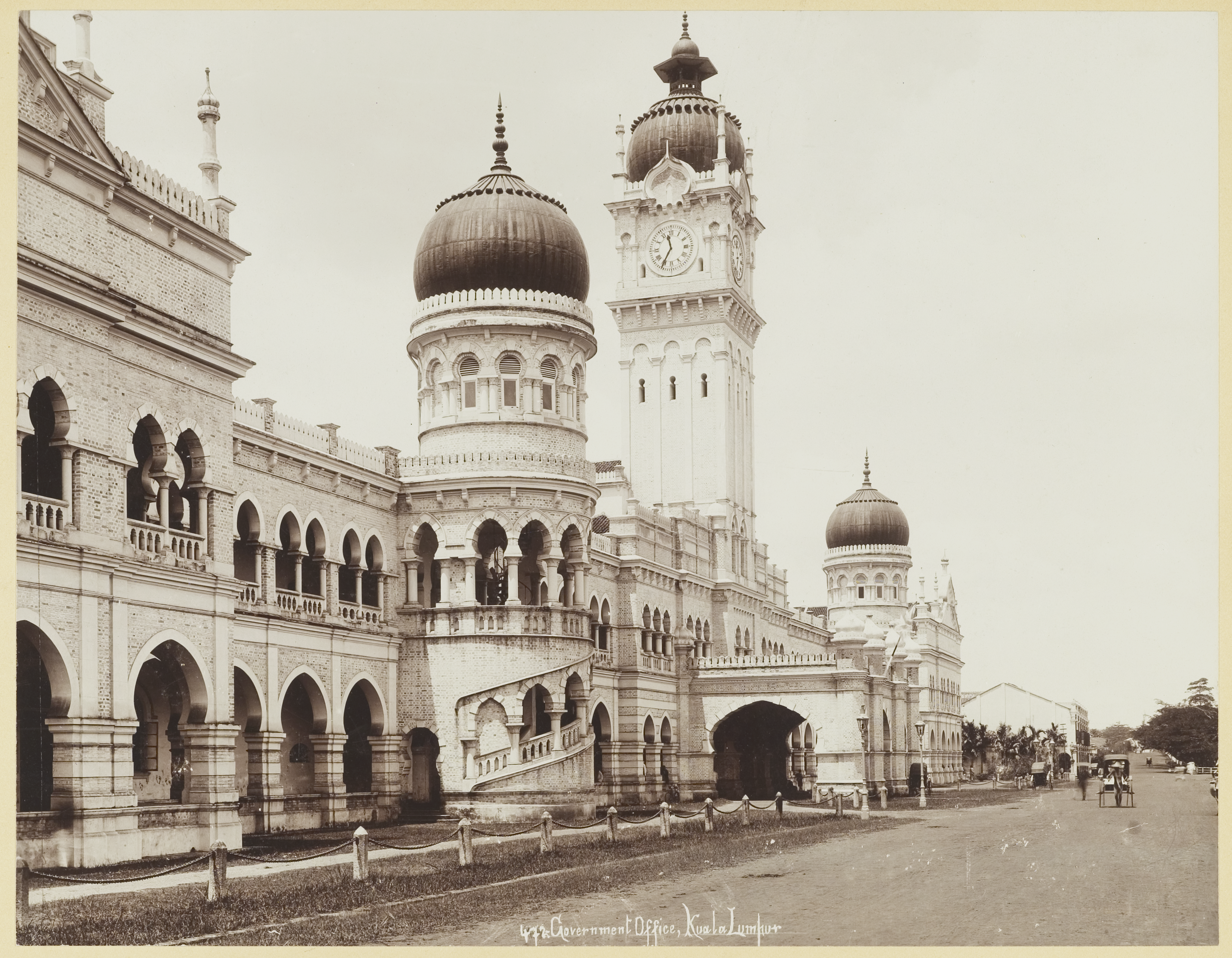
Điện Sultan trên quảng trường Merdeka năm 1900

Kuala Lumpur có khởi nguyên vào thập niên 1850, khi chủ tịch Mã Lai của Klang là Raja Abdullah, một thành viên vương thất của Vương quốc Selangor, thuê một số lao công người Hoa để mở các mỏ thiếc mới và lớn. Các thợ mỏ đi đến nơi hợp lưu của sông Gombak (trước đó gọi là sông Lumpur, nghĩa là "sông lầy bùn") và sông Klang để mở các mỏ tại Ampang, Pudu và Batu. Những thợ mỏ này phát triển nên một trạm mậu dịch và nơi này trở thành một thị trấn biên thùy.
Những người thăm dò thiếc định cư tại Ampang, và lập nên các tổ chức của họ. Hai tổ chức lớn nhất là Hải Sơn hội do người Khách Gia chi phối, và Nghĩa Hưng hội do người Phúc Kiến chi phối, hai tổ chức này thường xuyên đấu tranh với nhau để tranh giành quyền kiểm soát việc sản xuất thiếc trong thị trấn. Do đấu tranh liên miên giữa hai phe, sản xuất khai mỏ thiếc bị đình trệ, khiến cho người Anh (đương thời cai trị Selangor) bổ nhiệm một Kapitan (thủ lĩnh) người Hoa để quản lý Kuala Lumpur. Khâu Tú (Hiu Siew) được bầu làm Kapitan đầu tiên, ông sở hữu một mỏ tại Lukut. Ông là một trong những thương gia đầu tiên đến Ampang, bán lương thực thực phẩm cho thợ mỏ để đổi lấy thiếc.
Trong thời gian đầu, Kuala Lumpur tồn tại nhiều vấn đề, bao gồm nội chiến Selangor; và cũng gặp phải các tai họa như dịch bệnh hay hỏa hoạn và lũ lụt liên tiếp. Khoảng thập niên 1870, Kapitan người Hoa thứ ba của Kuala Lumpur là Diệp Á Lai (Yap Ah Loy) trở thành thủ lĩnh, chịu trách nhiệm cho sự sống còn và phát triển có hệ thống sau đó của thị trấn. Ông bắt đầu phát triển Kuala Lumpur từ một điểm định cư nhỏ được ít người biết đến thành một thị trấn mỏ hưng thịnh. Năm 1880, xét theo yếu tố chiến lược, thủ đô quốc gia của Selangor chuyển từ Klang đến Kuala Lumpur.
Năm 1896, Kuala Lumpur được chọn làm thủ đô của Liên bang Mã Lai (Federated Malay States) mới hình thành. Nhiều cộng đồng khác nhau định cư tại các khu vực khác nhau của Kuala Lumpur. Người Hoa chủ yếu định cư quanh trung tâm thương mại Quảng trường Thị trường, phía đông sông Klang, và hướng về phố Trung Hoa. Người Mã Lai, tầng lớp thương nhân người Ấn, và người Ấn theo Hồi giáo cư trú dọc theo phố Java (nay là Jalan Tun Perak). Padang, nay được gọi là Quảng trường Merdeka, là trung tâm của các văn phòng hành chính của người Anh.
Trong Chiến tranh thế giới thứ hai, Lục quân Đế quốc Nhật Bản chiếm Kuala Lumpur vào ngày 11 tháng 1 năm 1942. Người Nhật chiếm đóng thành phố cho đến ngày 15 tháng 8 năm 1945, khi tổng Tư lệnh của Đệ thất phương diện quân Nhật Bản tại Singapore và Malaysia là Seishirō Itagaki đầu hàng chính phủ Anh Quốc. Năm 1957, Liên hiệp bang Malaya (Federation of Malaya) giành được độc lập khỏi sự thống trị của người Anh. Kuala Lumpur vẫn là thủ đô khi Malaysia thành lập vào ngày 16 tháng 9 năm 1963.
Ngày 13 tháng 5 năm 1969, các cuộc bạo loạn sắc tộc tồi tệ nhất trong lịch sử Malaysia diễn ra tại Kuala Lumpur. Cụm từ Sự kiện 13 tháng 5 được dùng để nói đến sự cố bạo lực giữa các thành viên của cộng đồng người Mã Lai và người Hoa. Bạo lực là kết quả của việc người Mã Lai tại Malaysia bất mãn với địa vị xã hội-chính trị của họ. Bạo loạn khiến 196 người thiệt mạng, và dẫn đến các thay đổi lớn trong chính sách kinh tế quốc gia nhằm thúc đẩy và ưu tiên người Mã Lai trong lĩnh vực phát triển kinh tế.
Kuala Lumpur được trao địa vị thành phố vào năm 1972, trở thành điểm dân cư đầu tiên của Malaysia được trao địa vị này sau khi độc lập. Đến ngày 1 tháng 2 năm 1974, Kuala Lumpur trở thành một Lãnh thổ liên bang. Kuala Lumpur thôi làm thủ đô của Selangor vào năm 1978 sau khi thành phố Shah Alam được tuyên bố là thủ đô mới của bang. Ngày 14 tháng 5 năm 1990, Kuala Lumpur kỉ niệm 100 năm chính quyền địa phương, hiệu kỳ và bài ca của lãnh thổ liên bang Kuala Lumpur được giới thiệu.
Ngày 1 tháng 2 năm 2001, Putrajaya được tuyên bố là một lãnh thổ liên bang, cũng như là nơi đặt trụ sở chính phủ liên bang. Các chức năng hành pháp và tư pháp của chính phủ chuyển từ Kuala Lumpur đếm Putrajaya. Tuy nhiên, Kuala Lumpur vẫn giữ lại chức năng lập pháp, và là nơi có cung điện của Yang di-Pertuan Agong (Quốc vương).

## Địa lý và khí hậu

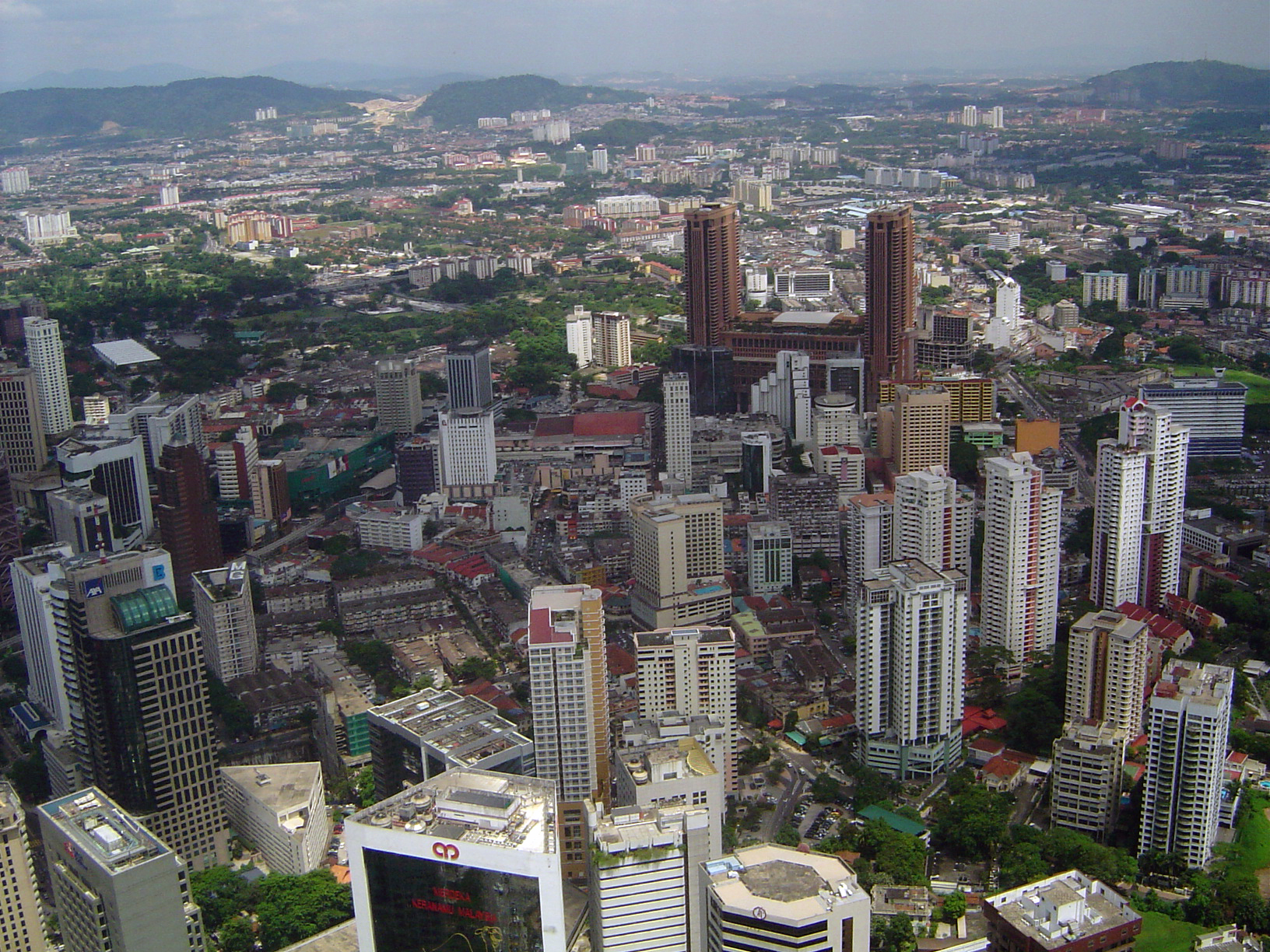
Một phần Kuala Lumpur nhìn từ trên cao

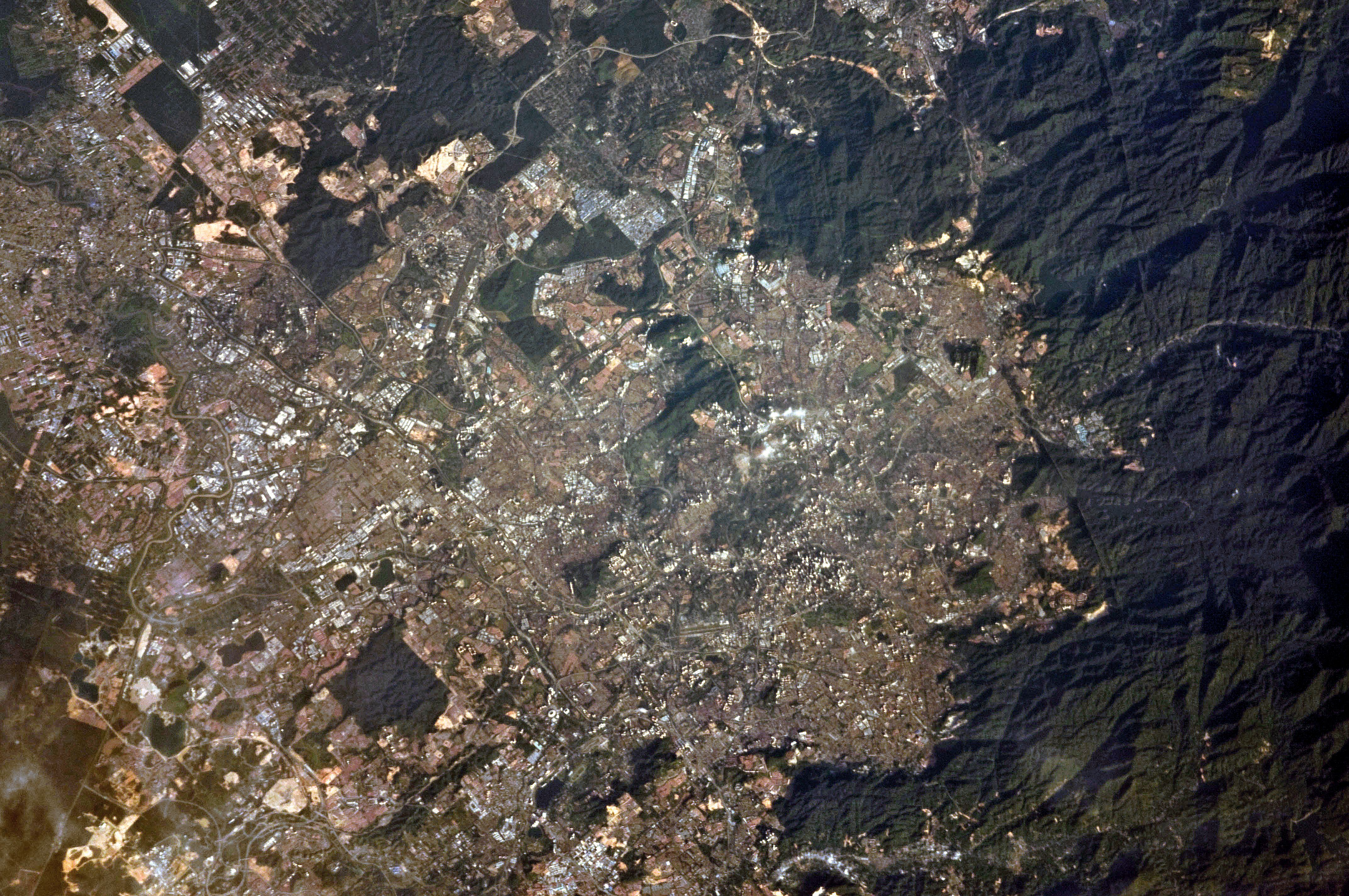
Kuala Lumpur nhìn từ vệ tinh

Kuala Lumpur là một bộ phận của Thung lũng Klang rộng lớn, thung lũng giáp với dãy Titiwangsa ở phía đông, một vài dãy núi nhỏ ở phía bắc và phía nam, và eo biển Malacca ở phía tây. Kuala Lumpur là một thuật ngữ trong tiếng Mã Lai, có thể dịch là "ngã ba sông lầy bùn" do nó nằm tại nơi hợp lưu giữa sông Klang và sông Gombak.
Kula Lumpur nằm ở trung tâm của bang Selangor, Kuala Lumpur trước đây nằm dưới quyền quản lý của chính phủ bang Selangor. Năm 1974, Kuala Lumpur được tách khỏi Selangor để hình thành một lãnh thổ liên bang do Chính phủ Liên bang Malaysia trực tiếp quản lý. Kuala Lumpur nằm ở vùng duyên hải phía tây của Malaysia bán đảo, vốn có vùng đất bằng phẳng rộng hơn vùng duyên hải phía đông. Thành phố có giới hạn lãnh thổ trong 243 km2 (94 dặm vuông Anh), với cao độ trung bình 21,95 m (72,0 ft).
Được dãy Titiwangsa bảo vệ ở phía đông và được đảo Sumatra của Indonesia chắn ở phía tây, Kuala Lumpur có khí hậu xích đạo đặc trưng của rừng mưa nhiệt đới (phân loại khí hậu Köppen Af) với thời tiết nắng ấm quanh năm, cùng lượng mưa dồi dào, đặc biệt là khi có gió mùa đông bắc từ tháng 10 đến tháng 3. Nhiệt độ có xu hướng không thay đổi. Mức nhiệt tối cao dao động giữa 31 và 33 °C (88 và 91 °F) và chưa từng vượt quá 39,3 °C (102,7 °F), trong khi mức nhiệt tối thấp dao động giữa 22 và 23,5 °C (71,6 và 74,3 °F) và chưa từng xuống quá 14,4 °C (57,9 °F). Kuala Lumpur thường nhận được lượng mưa mỗi năm tối thiểu là 2.600 mm (100 in); tháng 6 và tháng 7 tương đối khô, song sau đó lượng mưa thường vượt quá 127 milimét (5,0 in) mỗi tháng.
Kuala Lumpur thường bị lụt mỗi khi có mưa như trút, đặc biệt là tại trung tâm thành phố và các khu vực hạ lưu. Khói từ các đám cháy rừng trên đảo Sumatra lân cận đôi khi hợp lại thành khói mùa bao trùm khu vực. Đây là nguồn ô nhiễm chính tại Kuala Lumpur cùng với hoạt động đốt lộ thiên, khí thải từ các loại xe cơ giới và công trình xây dựng.
| Dữ liệu khí hậu của Kuala Lumpur                                                              | Dữ liệu khí hậu của Kuala Lumpur | Dữ liệu khí hậu của Kuala Lumpur | Dữ liệu khí hậu của Kuala Lumpur | Dữ liệu khí hậu của Kuala Lumpur | Dữ liệu khí hậu của Kuala Lumpur | Dữ liệu khí hậu của Kuala Lumpur | Dữ liệu khí hậu của Kuala Lumpur | Dữ liệu khí hậu của Kuala Lumpur | Dữ liệu khí hậu của Kuala Lumpur | Dữ liệu khí hậu của Kuala Lumpur | Dữ liệu khí hậu của Kuala Lumpur | Dữ liệu khí hậu của Kuala Lumpur | Dữ liệu khí hậu của Kuala Lumpur |
| Tháng                                                                                         | 1                                | 2                                | 3                                | 4                                | 5                                | 6                                | 7                                | 8                                | 9                                | 10                               | 11                               | 12                               | Năm                              |
| --------------------------------------------------------------------------------------------- | -------------------------------- | -------------------------------- | -------------------------------- | -------------------------------- | -------------------------------- | -------------------------------- | -------------------------------- | -------------------------------- | -------------------------------- | -------------------------------- | -------------------------------- | -------------------------------- | -------------------------------- |
| Trung bình ngày tối đa °C (°F)                                                                | 32.1 (89.8)                      | 32.9 (91.2)                      | 33.2 (91.8)                      | 33.1 (91.6)                      | 33 (91)                          | 34 (93)                          | 33 (91)                          | 34 (93)                          | 32.1 (89.8)                      | 32.1 (89.8)                      | 31.6 (88.9)                      | 31.5 (88.7)                      | 32.4 (90.3)                      |
| Tối thiểu trung bình ngày °C (°F)                                                             | 22.5 (72.5)                      | 22.8 (73.0)                      | 23.2 (73.8)                      | 23.7 (74.7)                      | 23.9 (75.0)                      | 23.6 (74.5)                      | 23.2 (73.8)                      | 23.1 (73.6)                      | 23.2 (73.8)                      | 23.2 (73.8)                      | 23.2 (73.8)                      | 22.9 (73.2)                      | 23.2 (73.8)                      |
| Lượng mưa trung bình mm (inches)                                                              | 169.5 (6.67)                     | 165.4 (6.51)                     | 240.9 (9.48)                     | 259.2 (10.20)                    | 204.4 (8.05)                     | 125.3 (4.93)                     | 127.2 (5.01)                     | 155.7 (6.13)                     | 192.8 (7.59)                     | 253.1 (9.96)                     | 287.8 (11.33)                    | 245.7 (9.67)                     | 2.427 (95.55)                    |
| Số ngày mưa trung bình (≥ 1.0 mm)                                                             | 11                               | 12                               | 14                               | 16                               | 13                               | 9                                | 10                               | 11                               | 13                               | 16                               | 18                               | 15                               | 158                              |
| Độ ẩm tương đối trung bình (%)                                                                | 79                               | 79                               | 78                               | 80                               | 82                               | 80                               | 79                               | 79                               | 80                               | 81                               | 82                               | 79                               | 80                               |
| Số giờ nắng trung bình tháng                                                                  | 186.0                            | 194.9                            | 207.7                            | 198.0                            | 207.7                            | 195.0                            | 201.5                            | 189.1                            | 165.0                            | 170.5                            | 153.0                            | 161.2                            | 2.229,6                          |
| Nguồn 1: Tổ chức Khí tượng Thế giới (1971–2000), Đài thiên văn Hồng Kông (giờ nắng 1961–1990) |                                  |                                  |                                  |                                  |                                  |                                  |                                  |                                  |                                  |                                  |                                  |                                  |                                  |
| Nguồn 2: BBC Weather (records)                                                                |                                  |                                  |                                  |                                  |                                  |                                  |                                  |                                  |                                  |                                  |                                  |                                  |                                  |

## Quản lý

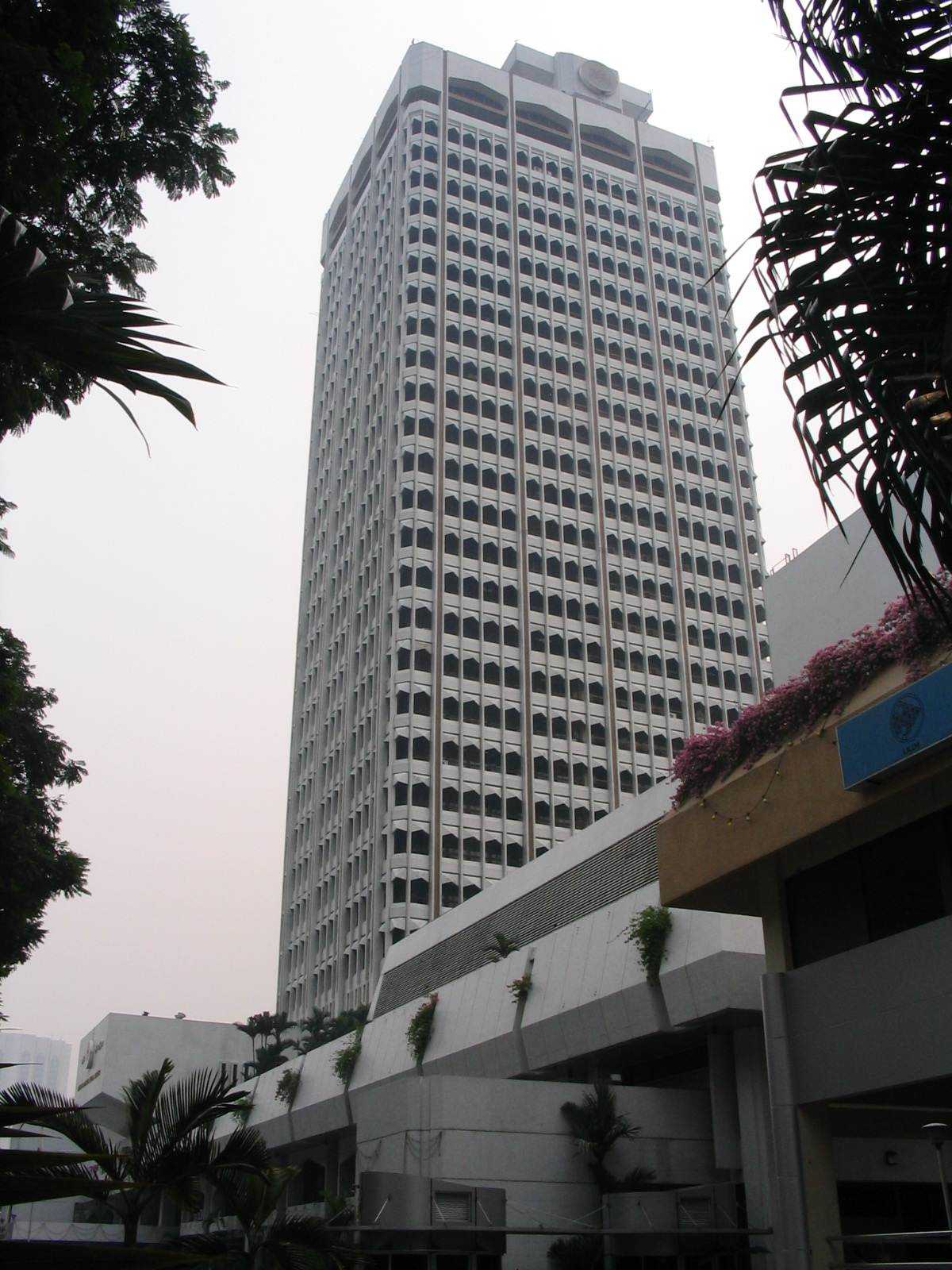
Tòa thị chính Kuala Lumpur

Kuala Lumpur do một hội đồng thành phố duy nhất quản lý, được gọi là Ủy viên Hội đồng thủ đô liên bang từ ngày 1 tháng 4 năm 1961, cho đến khi được trao tình trạng thành phố vào năm 1972, sau đó quyền hành pháp được chuyển giao cho Thị trưởng (Datuk Bandar).
Công tác quản lý địa phương được thực hiện từ Tòa thị chính Kuala Lumpur, một cơ quan nằm dưới sự quản lý của Bộ Lãnh thổ liên bang Malaysia. Cơ quan này có trách nhiệm đối với y tế và vệ sinh công cộng, loại bỏ và quản lý chất thải, quy hoạch đô thị, bảo vệ môi trường và kiểm soát xây dựng, phát triển xã hội và kinh tế, duy trì chung các chức năng của cơ sở hạ tầng đô thị. Quyền hành pháp thuộc về thị trưởng tại tòa thị chính, người này do Bộ trưởng Lãnh thổ liên bang bổ nhiệm và có nhiệm kỳ 3 năm. Hệ thống bổ nhiệm thị trưởng này được thi hành kể từ khi các cuộc bầu cử chính phủ địa phương bị đình chỉ vào năm 1970.
Kuala Lumpur có mười một quận, là các đơn vị hành chính dưới quyền Tòa thị chính. Hai quận nằm ở phía tây là Segambut và Lembah Pantai; trong khi Kepong, Batu và Wangsa Maju nằm ở phía bắc; Setiawangsa, Titiwangsa và Cheras nằm ở phía tây; Seputeh và Bandar Tun Razak nằm ở phía nam; và Bukit Bintang tại trung tâm Kuala Lumpur.
| 1. Segambut 2. Lembah Pantai 3. Kepong 4. Batu 5. Wangsa Maju 6. Setiawangsa | 1. Titiwangsa 2. Cheras 3. Seputeh 4. Bandar Tun Razak 5. Bukit Bintang |

## Kinh tế

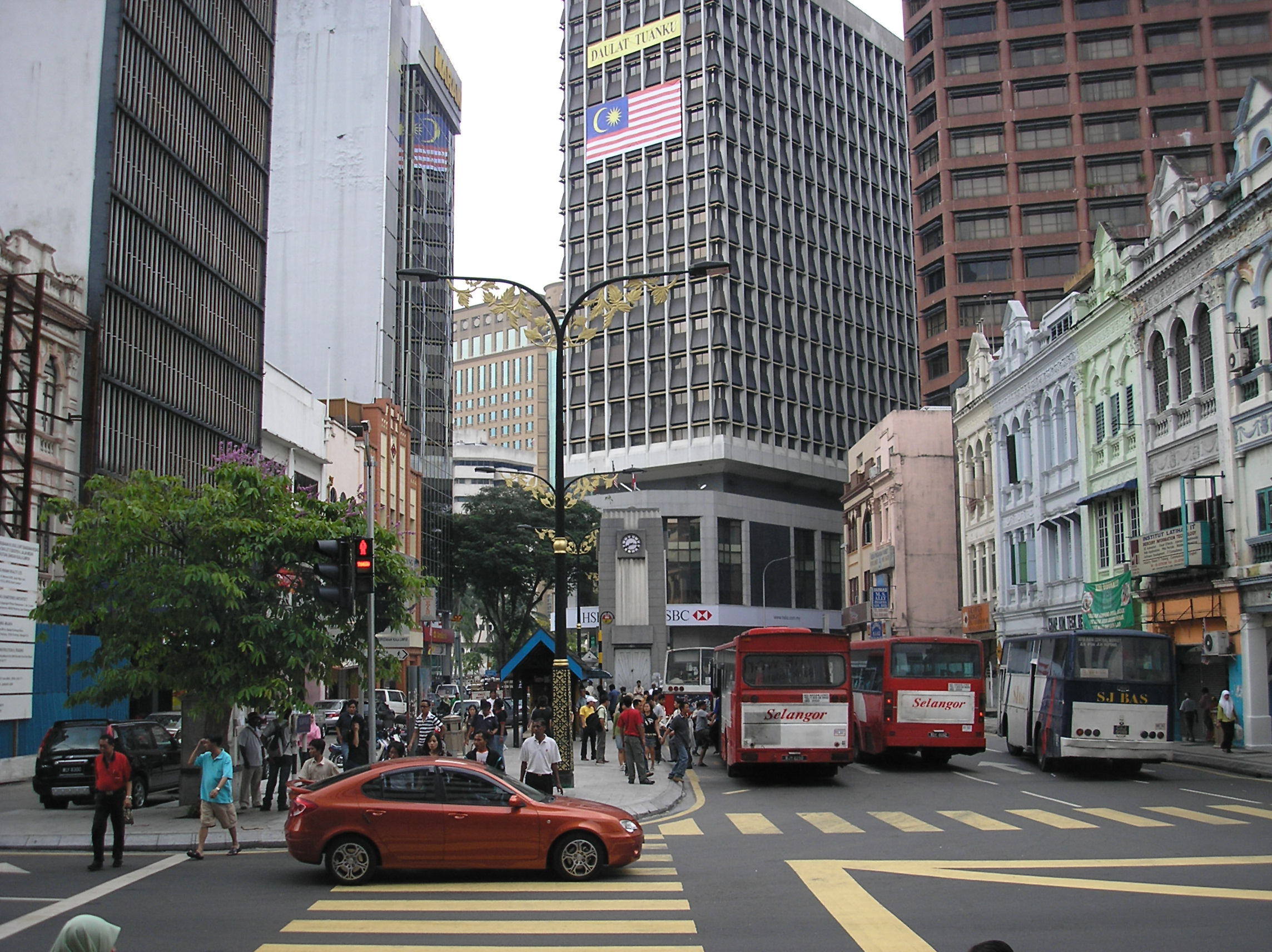
Quang cảnh đường phố tại khu vực Quảng trường Medan Pasar.)

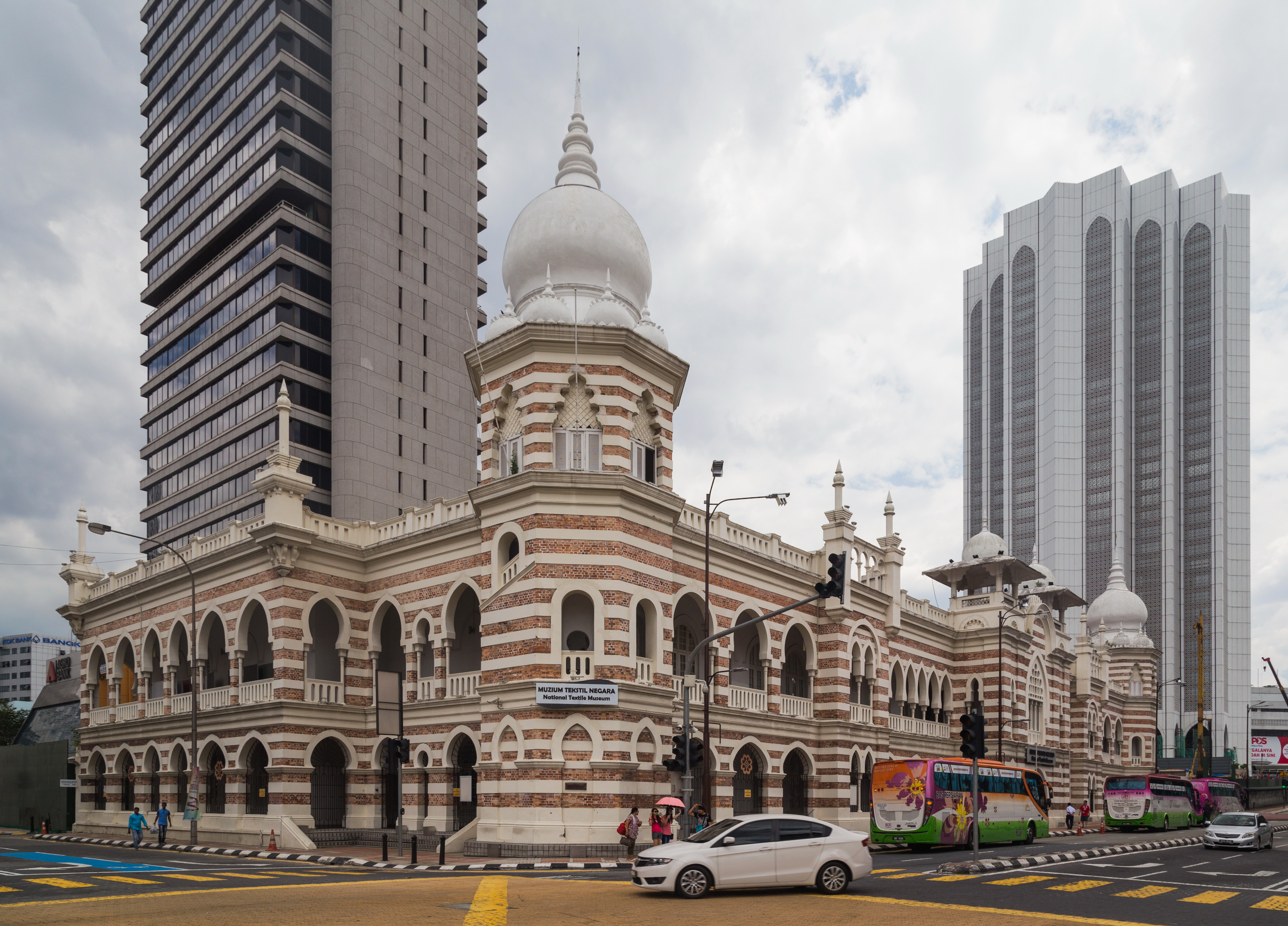
Bảo tàng Dệt tại quảng trường Merdeka.

Telekom Tower là trụ sở của nhà cung cấp dịch vụ viễn thông chính của Malaysia, Telekom Malaysia.

Kuala Lumpur và các khu vực đô thị xung quanh tạo thành vùng công nghiệp hóa nhất, kinh tế tốt nhất và phát triển nhanh nhất tại Malaysia. Mặc dù nhánh hành pháp của chính phủ liên bang dời đến Putrajaya, song một số cơ quan chính phủ như Ngân hàng Quốc gia Malaysia, Hội đồng ủy ban các công ty Malaysia và Hội đồng ủy ban Chứng khoán cùng hầu hết đại sứ quán và phái bộ ngoại giao vẫn đặt tại thành phố.
Kuala Lumpur là trung tâm kinh tế, thương mại, tài chính, bảo hiểm, bất động sản, truyền thông và nghệ thuật của quốc gia. Kuala Lumpur là một thành phố toàn cầu hạng alpha, và là thành phố toàn cầu duy nhất tại Malaysia. Phát triển cơ sở hạ tầng tại các khu vực xung quanh như sân bay quốc tế Kuala Lumpur tại Sepang, sự hình thành Hành lang đa phương tiện siêu cấp và sự mở rộng cảng Klang củng cố hơn nữa tầm quan trọng về kinh tế của thành phố. Bursa Malaysia hay Sở giao dịch chứng khoán Malaysia đặt tại thành phố, tạo thành một trong các hoạt động kinh tế cốt lõi của thành phố.
Tổng sản phẩm nội địa (GDP) của Kuala Lumpur ước tính đạt 73.536 triệu ringgit vào năm 2008, tốc độ tăng trưởng trung bình hàng năm là 5,9%. GDP bình quân đầu người của Kuala Lumpur vào năm 2008 là 48.556 ringgit với mức tăng trưởng trung bình hàng năm là 5,9 phần trăm. Tổng số việc làm tại Kuala Lumpur được ước tính là khoảng 838.400. Các ngành dịch vụ bao gồm tài chính, bảo hiểm, bất động sản, dịch vụ kinh doanh, bán buôn bán lẻ, nhà hàng và khách sạn, giao thông, kho bãi và truyền thông, dịch vụ công, dịch vụ cá nhân và dịch vụ chính phủ tạo thành phần lớn nhất trong số việc làm, chiếm khoảng 83%. 17 phần trăm còn lại đến từ lĩnh vực chế tạo và xây dựng.
Sự lớn mạnh của lĩnh vực dịch vụ thể hiện rõ rệt thông qua số lượng các ngân hàng bản địa và ngoại quốc cùng các công ty bảo hiểm hoạt động trong thành phố. Kuala Lumpur ở tư thế sẵn sàng trở thành trung tâm tài chính Hồi giáo toàn cầu với số lượng ngày càng tăng các tổ chức tài chính cung cấp dịch vụ tài chính Hồi giáo và sự hiện diện mạnh mẽ của các tổ chức tài chính vùng Vịnh chẳng hạn như ngân hàng Hồi giáo lớn nhất thế giới là Ngân hàng Al-Rajhi và Hãng Tài chính Kuwait. Bên cạnh đó, Dow Jones & Company tích cực làm việc với Bursa Malaysia để thành lập Quỹ trao đổi thương mại Hồi giáo (ETFs), theo đó sẽ giúp nâng cao vị thế của Malaysia tại vùng Vịnh. Thành phố có một số lượng lớn các công ty cổ phần ngoại quốc và cũng có nhiều văn phòng hay trung tâm hỗ trợ khu vực của các công ty đa quốc gia, đặc biệt là tài chính và kế toán, và công nghệ thông tin. Hầu hết các công ty lớn nhất Malaysia có trụ sở chính đặt tại Kuala Lumpur và tính đến tháng 12 năm 2007 thì ngoài Petronas, có 14 trong số các công ty trong danh sách Forbes 2000 đặt tại Kuala Lumpur.
Du lịch đóng một vai trò quan trọng trong nền kinh tế định hướng dịch vụ của thành phố. Nhiều chuỗi khách sạn toàn cầu có sự hiện hiện tại thành phố. Kuala Lumpur là thành phố được viếng thăm nhiều thứ sáu trên thế giới, với 8,9 triệu lượt du khách mỗi năm. Du lịch Kula Lumpur được thúc đẩy từ tính đa dạng văn hóa của thành phố, chi phí tương đối thấp, đồ ăn và mua sắm đa dạng. Du lịch MICE, tức du lịch hội nghị, được phát triển trong những năm gần đây và trở thành một thành phần quan trọng, và dự kiến sẽ phát triển hơn nữa khi Chương trình Chuyển đổi Kinh tế của chính phủ Malaysia được khởi động.

## Nhân khẩu
| Các dân tộc tại Kuala Lumpur - điều tra năm 2010 | Các dân tộc tại Kuala Lumpur - điều tra năm 2010 | Các dân tộc tại Kuala Lumpur - điều tra năm 2010 | Các dân tộc tại Kuala Lumpur - điều tra năm 2010 | Các dân tộc tại Kuala Lumpur - điều tra năm 2010 |
| ------------------------------------------------ | ------------------------------------------------ | ------------------------------------------------ | ------------------------------------------------ | ------------------------------------------------ |
| Dân tộc                                          | Dân tộc                                          |                                                  | Tỷ lệ                                            | Tỷ lệ                                            |
| người Mã Lai                                     | người Mã Lai                                     |                                                  | 44.2%                                            | 44.2%                                            |
| người Hoa                                        | người Hoa                                        |                                                  | 43.2%                                            | 43.2%                                            |
| người Ấn Độ                                      | người Ấn Độ                                      |                                                  | 10.3%                                            | 10.3%                                            |
| Bumiputera khác và dân tộc khác                  | Bumiputera khác và dân tộc khác                  |                                                  | 1.8%                                             | 1.8%                                             |

| Tôn giáo tại Kuala Lumpur - điều tra năm 2010 | Tôn giáo tại Kuala Lumpur - điều tra năm 2010 | Tôn giáo tại Kuala Lumpur - điều tra năm 2010 | Tôn giáo tại Kuala Lumpur - điều tra năm 2010 | Tôn giáo tại Kuala Lumpur - điều tra năm 2010 |
| --------------------------------------------- | --------------------------------------------- | --------------------------------------------- | --------------------------------------------- | --------------------------------------------- |
| tôn giáo                                      | tôn giáo                                      |                                               | tỷ lệ                                         | tỷ lệ                                         |
| Hồi giáo                                      | Hồi giáo                                      |                                               | 46.4%                                         | 46.4%                                         |
| Phật giáo                                     | Phật giáo                                     |                                               | 35.7%                                         | 35.7%                                         |
| Ấn Độ giáo                                    | Ấn Độ giáo                                    |                                               | 8.5%                                          | 8.5%                                          |
| Ki-tô giáo                                    | Ki-tô giáo                                    |                                               | 5.8%                                          | 5.8%                                          |
| Đạo giáo                                      | Đạo giáo                                      |                                               | 1.1%                                          | 1.1%                                          |
| Khác                                          | Khác                                          |                                               | 2.0%                                          | 2.0%                                          |
| Không tôn giáo                                | Không tôn giáo                                |                                               | 0.5%                                          | 0.5%                                          |

Kuala Lumpur là thành phố đông dân nhất tại Malaysia, với dân số 1,6 triệu trong giới hạn lãnh thổ vào năm 2010. Thành phố có mật độ dân cư 6.696 người trên kilômét vuông (17.340/sq mi), và là khu vực hành chính có mật độ đông nhất tại Malaysia. Kuala Lumpur là một thành phố thủ vị do là trung tâm của vùng đô thị có dân số 6,9 triệu vào năm 2007.
Kuala Lumpur có thành phần cư dân hỗn tạp, gồm ba dân tộc chính của Malaysia: người Mã Lai, người Hoa và người Ấn Độ, song thành phố cũng tồn tại những sự kết hợp văn hóa như người Âu-Á, ngoài ra còn có người Kadazan, người Iban và các sắc tộc bản địa từ Đông Malaysia và Malaysia bán đảo. Theo điều tra dân số năm 2010 do Cơ quan Thống kê tiến hành, tỷ lệ cư dân Bumiputera tại Kuala Lumpur là khoảng 44,2%, trong khi người Hoa chiếm 43,2% và người Ấn chiếm 10,3%. Có một hiện tượng đáng chú ý là sự hiện diện ngày càng tăng của cư dân ngoại quốc tại Kuala Lumpur, hiện họ chiếm khoảng 9% dân số thành phố.
Tỷ suất sinh tại Kuala Lumpur suy giảm và dẫn đến tỷ lệ người dưới 15 tuổi thấp đi, giảm từ 33% vào năm 1980 xuống 27% vào năm 2000. Trên khía cạnh khác, nhóm tuổi lao động từ 15–59 tăng từ 63% vào năm 1980 lên 67% vào năm 2000. Nhóm cao tuổi từ 60 trở lên tăng từ 4% vào năm 1980 và 1991 lên 6% vào năm 2000.
Sự phát triển nhanh chóng dẫn đến xuất hiện một làn sóng lao động tay nghề thấp tràn vào Malaysia, họ đến từ Indonesia, Nepal, Myanmar, Thái Lan, Bangladesh, Ấn Độ, Sri Lanka, Philippines, và Việt Nam, nhiều người trong số đó nhập cảnh bất hợp pháp hoặc không có giấy phép phù hợp.
Kuala Lumpur là nơi có sự đa dạng về tôn giáo, thành phố có nhiều điểm thờ cúng cho dân cư đa tôn giáo. Hồi giáo được thực hành chủ yếu bởi các cộng đồng người Mã Lai và người Ấn theo Hồi giáo, Phật giáo, Nho giáo và Đạo giáo chủ yếu được thực hành trong cộng đồng người Hoa. Người Ấn có truyền thống gia nhập Ấn Độ giáo. Một số người Hoa và người Ấn đăng ký làm tín đồ Ki-tô giáo. Theo điều tra dân số năm 2010, dân số Kuala Lumpur có 46,4% là người Hồi giáo, 35,7% là Phật tử, 8,5% theo Ấn Độ giáo, 5,8% là Ki-tô hữu], 1,1% là tín đồ Đạo giáo hay tĩn ngưỡng truyền thống Trung Hoa, 2,0% theo các tôn giáo khác, và 0,5% không tôn giáo.
Tiếng Malaysia là ngôn ngữ chính tại Kuala Lumpur. Các cư dân Kuala Lumpur nói chung biết tiếng Anh, và ngôn ngữ này có sự hiện diện mạnh mẽ, đặc biệt là trong kinh doanh và là ngôn ngữ được giảng dạy bắt buộc trong các trường học. Tiếng Quảng Đông và Quan thoại được phần lớn người Hoa địa phương nói. Phương ngôn khác là tiếng Khách Gia. Tiếng Tamil chiếm ưu thế trong cộng đồng người Ấn, song các ngôn ngữ Ấn Độ khác cũng được nói.

## Cảnh quan thành phố

### Kiến trúc

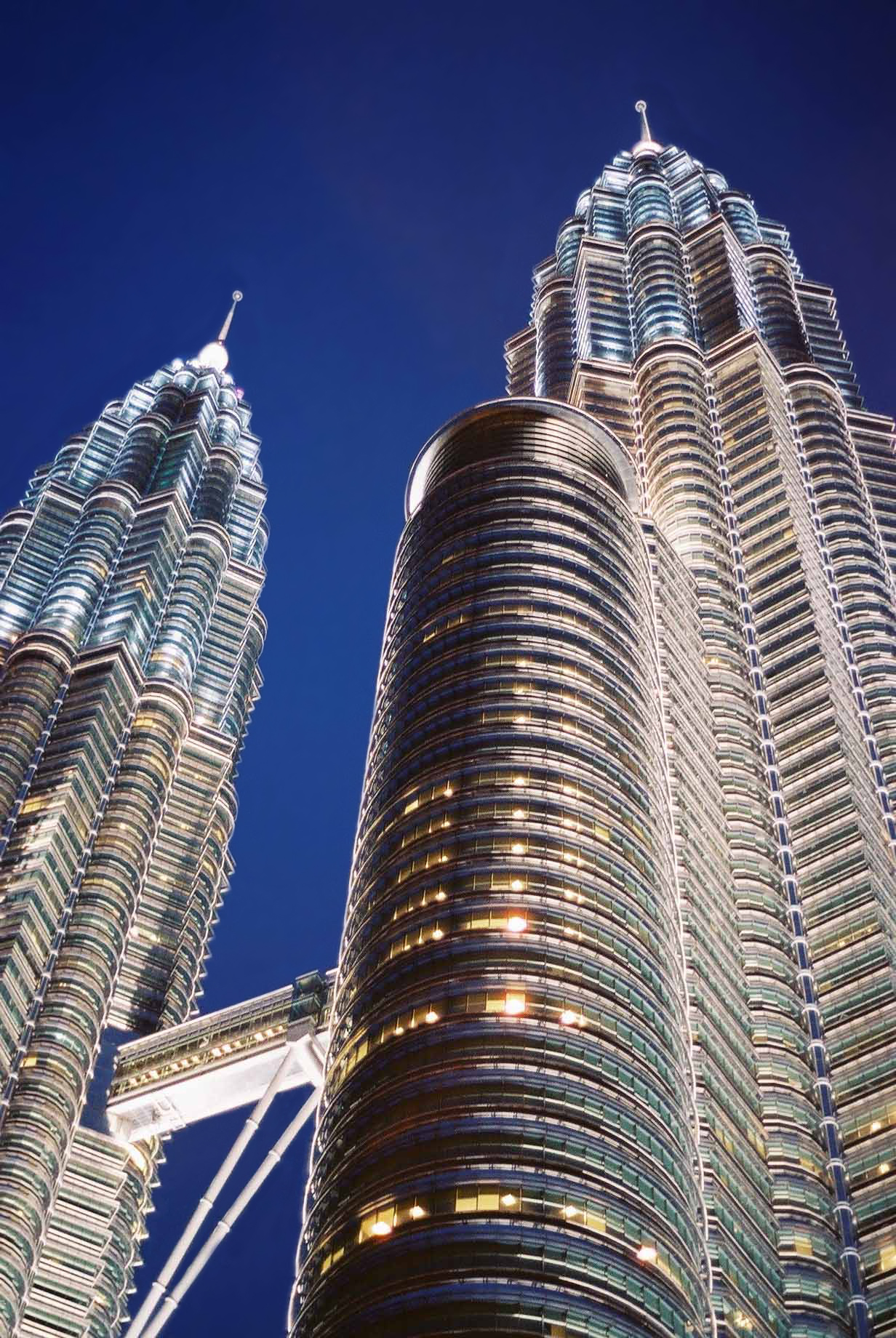
Tháp đôi Petronas lúc hoàng hôn

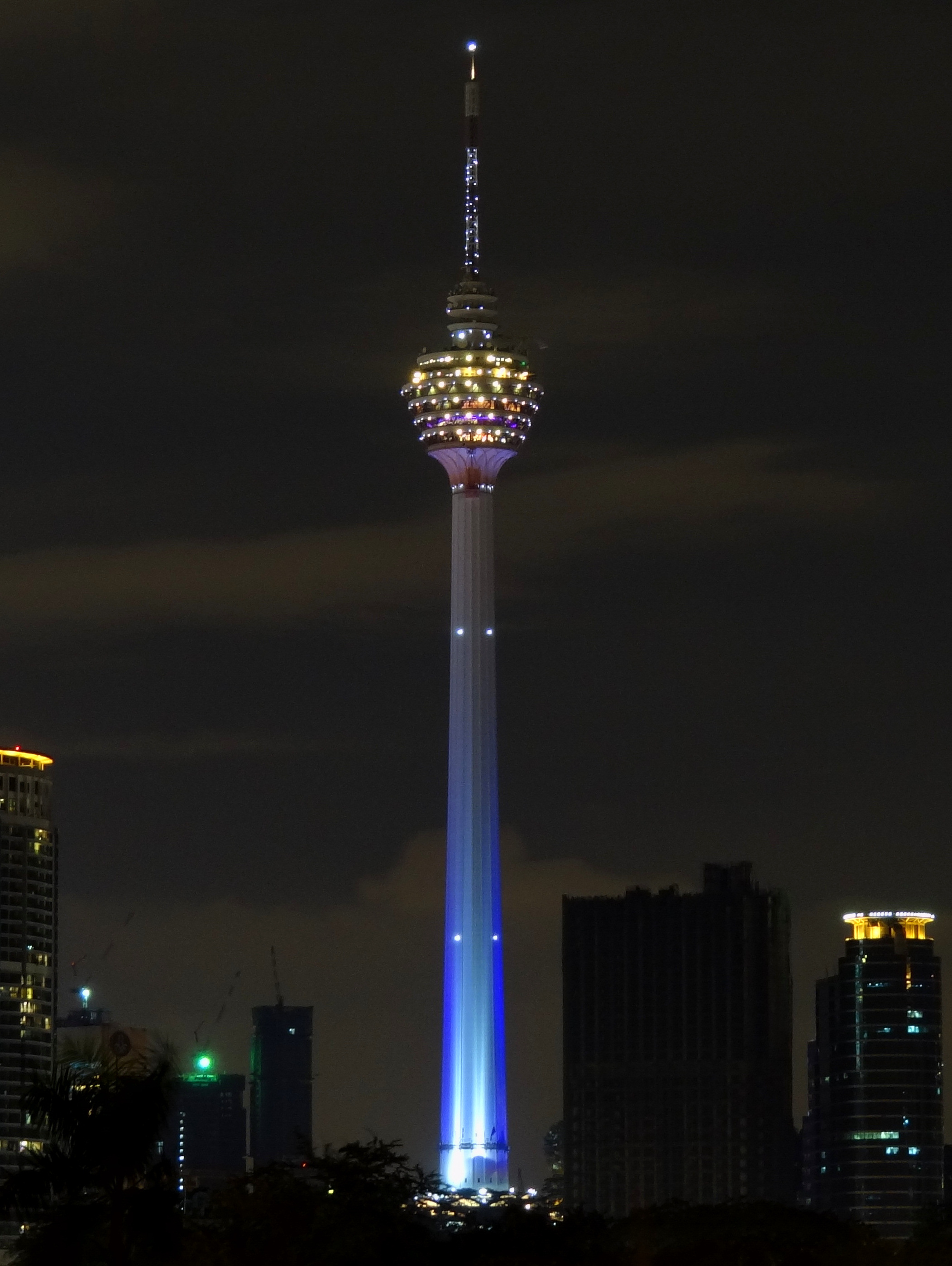
Tháp truyền hình Kuala Lumpur

Kiến trúc Kuala Lumpur là sự pha trộn giữa ảnh hưởng từ kiến trúc thuộc địa cũ, truyền thống châu Á, cảm hứng Hồi giáo Mã Lai, hiện đại, và hậu hiện đại. Kuala Lumpur là một thành phố tương đối trẻ so với các thủ đô Đông Nam Á khác, hầu hết các tòa nhà thuộc địa tại thành phố được xây dựng vào cuối thế kỷ 19 và đầu thế kỷ 20. Các tòa nhà này mang phong cách hay kiến trúc Moor (Mughal), Tudo, Tân Goth hay Hy Lạp-Tây Ban Nha. Hầu hết kiểu dáng được chỉnh sửa để có thể sử dụng tài nguyên địa phương và thích nghi với khí hậu địa phương vốn quanh năm nóng ẩm.
Trước chiến tranh thế giới thứ hai, có nhiều điếm ốc (Shophouse), chúng thường có hai tầng với tầng trệt dùng làm nơi mua bán và tầng trên dùng làm nơi ở, được xây dựng quanh trung tâm thành phố cũ. Các điếm-ốc này lấy cảm ứng từ truyền thống kiến trúc của người Hoa Eo biển và người châu Âu. Một số trong những điếm ốc này phải nhường chỗ cho sự phát triển mới song nhiều điếm ốc vẫn tồn tại cho đến ngày nay tại xung quanh các khu vực Medan Pasar (quảng trường Thị trường cũ), phố Trung Hoa, Jalan Tuanku Abdul Rahman, Jalan Doraisamy, Bukit Bintang và Tengkat Tong Shin.
Từ các nguyên nhân như độc lập, tăng trưởng kinh tế nhanh chóng từ thập niên 1960 đến thập niên 1990, Hồi giáo trở thành quốc giáo, dẫn đến kết quả là việc xây dựng các tòa nhà mang dáng vẻ bản địa và Hồi giáo hơn xuất hiện khắp thành phố, Nhiều tòa nhà này có thiết kế bắt nguồn từ các hạng mục truyền thống Mã Lai, chẳng hạn như songkok và keris. Một số tòa nhà này có những họa tiết hình học Hồi giáo được tích hợp trong các thiết kế kiến trúc. Ví dụ cho các tòa nhà này là Menara Telekom, Menara Maybank, Dayabumi Complex, và Trung tâm Hồi giáo. Một số tòa nhà như Bảo tàng Nghệ thuật Hồi giáo Malaysia và Cung Thiên văn Quốc gia được xây dựng phỏng theo mô hình một nơi thờ tự, hoàn chỉnh với mái vòm và tháp, trong khi trên thực tế đó là những nơi của khoa học và tri thức. Tòa tháp đôi Petronas cao 452 mét (1.483 ft) là tháp đôi cao nhất trên thế giới.
Kiến trúc hiện đại và hậu hiện đại bắt đầu xuất hiện vào cuối thập niên 1990 và đầu thập niên 2000. Cùng với sự phát triển kinh tế, các tòa nhà cũ như Bok House bị phá bằng để nhường chỗ cho công trình mới. Các tòa nhà với lớp vỏ bề ngoài hoàn toàn bằng kính xuất hiện khắp thành phố, ví dụ nổi bật nhất là Tháp đôi Petronas và Trung tâm Hội nghị Kuala Lumpur. Khu kinh doanh trung tâm của Kuala Lumpur ngày nay dời sang quanh Kuala Lumpur City Centre (KLCC), tại đây có nhiều tòa nhà mới và cao với kiến trúc hiện đại và hậu hiện đại. Theo Kế hoạch 50 quần thể đô thị cao nhất thế giới của Hội đồng Cao ốc và Cư trú đô thị (CTBUH), Kuala Lumpur xếp hạng 10 trong số các thành phố có nhiều tòa nhà cao trên 100 mét, với tổng chiều cao của 244 tòa nhà là 34.035 mét.

### Công viên

Công viên KLCC

Lake Gardens, một khu vườn thực vật rộng 92 ha (230 mẫu Anh), là công viên giải trí đầu tiên được tạo ra ở Kuala Lumpur. Tòa nhà Quốc hội Malaysia nằm gần đó, và Carcosa Seri Negara, nơi từng là nơi cư trú chính thức của chính quyền thuộc địa Anh cũng được đặt tại đây. Công viên bao gồm Vườn bướm, Vườn Hươu, Vườn Lan, Vườn Hibiscus và Vườn chim Kuala Lumpur, đây là công viên chim chim lớn nhất thế giới. Các công viên khác trong thành phố bao gồm Vườn điêu khắc ASEAN, Công viên KLCC, Vườn hồ Titiwangsa, Vườn hồ Metropolitan ở Kepong, Viện nghiên cứu lâm nghiệp Malaysia, Taman Tasik Permaisuri (Vườn hồ Queen), Vườn bách thảo Bukit Kiara, Công viên cưỡi ngựa và Công viên West Valley gần TTDI và Công viên quốc tế Bukit Jalil.
Có ba khu bảo tồn rừng trong thành phố là Khu bảo tồn rừng Bukit Nanas ở trung tâm thành phố, khu bảo tồn rừng lâu đời nhất ở quốc gia 10,52 ha hoặc 26,0 mẫu Anh, Khu bảo tồn rừng Bukit Sungai Putih (7,41 ha hoặc 18,3 mẫu Anh) và Khu bảo tồn Rừng Bukit Sungai Besi (42,11 ha hoặc 104,1 mẫu). Bukit Nanas, ở trung tâm của trung tâm thành phố, là một trong những khu rừng nguyên sinh lâu đời nhất trên thế giới trong một thành phố. Những khu vực rừng còn sót lại này là nhà của một số loài động vật đặc biệt là khỉ, Anathana ellioti, dê lùn Pygmy, vẹt yến phụng, sóc và chim.
Có một công viên khác trong vùng lân cận gần với Kuala Lumpur, tức là Công viên Templer do Sir Gerald Templer khởi xướng và mở cửa vào năm 1954 trong thời gian "Khẩn cấp".

## Giáo dục

Cửa chính của Đại học Malaya, thành lập vào năm 1949.

Đại học Y Quốc tế (IMU)

Theo thống kê của chính phủ, Kuala Lumpur có tỷ lệ biết chữ là 97,5% vào năm 2000, mức cao nhất trong số các bang và lãnh thổ tại Malaysia.
Tại Malaysia, tiếng Mã Lai là ngôn ngữ giảng dạy trong hầu hết môn học trong khi tiếng Anh là một môn học bắt buộc. Một số trường cung cấp giảng dạy một số môn học nhất định bằng tiếng Quan thoại và tiếng Tamil. Mỗi cấp học yêu cầu các kỹ năng khác nhau về năng lực giảng dạy và học tập.
Kuala Lumpur gồm có 13 cơ sở giáo dục bậc đại học, 79 trường trung học, 155 trường tiểu học và 136 trường mầm non.
Kuala Lumpur có Đại học Malaya (UM) được thành lập vào năm 1949, là đại học lâu năm nhất tại Malaysia, và là một trong các đại học lâu năm nhất trong khu vực. Đây cũng là cơ sở đại học có uy tín nhất tại Malaysia, được xếp hạng nhất trong số các dại học tại Malaysia trong xếp hạng quốc tế Times Higher Educatio (THES) 2004. Trong những năm gần đây, số lượng sinh viên quốc tế tại Đại học Malaya tăng lên như một thành quả của các nỗ lực ngày càng lớn của chính phủ nhằm thu hút thêm các sinh viên quốc tế.
Các đại học khác nằm tại Kuala Lumpur gồm Đại học Hồi giáo Quốc tế Malaysia (IIUM), Đại học Tunku Abdul Rahman (UTAR), Đại học UCSI (UCSI), Đại học Y Quốc tế (IMU), Đại học Mở Malaysia (OUM), Đại học Kuala Lumpur (UniKL), Đại học Mở Wawasan (WOU), Học viện Đại học Tunku Abdul Rahman (TARUC) và các học khu chi nhánh của Đại học Quốc gia Malaysia (UKM) và Đại học Công nghệ Malaysia (UTM). Tại bang Selangor cũng có nhiều đại học, đáng chú ý nhất là các học khu chi nhánh: Học khu Malaysia của Đại học Nottingham nằm tại Semenyih hay Học khu Malaysia của Đại học Monash nằm tại Sunway. Đại học Quốc phòng Malaysia nằm tại căn cứ Lục quân Sungai Besi, tại phần phía nam của trung tâm Kuala Lumpur. Cơ sở này được thành lập để làm trung tâm chủ yếu cho nghiên cứu công nghệ quân sự và phòng thủ, có nghiên cứu về lục quân, hải quân, và không quân.
Vùng đô thị Kuala Lumpur bao gồm nhiều lựa chọn hơn nữa của các trường đại học bao gồm một số chi nhánh quốc tế như Đại học Monash Malaysia, Cơ sở Đại học Nottingham Malaysia và Đại học Hạ Môn Malaysia.

## Giao thông

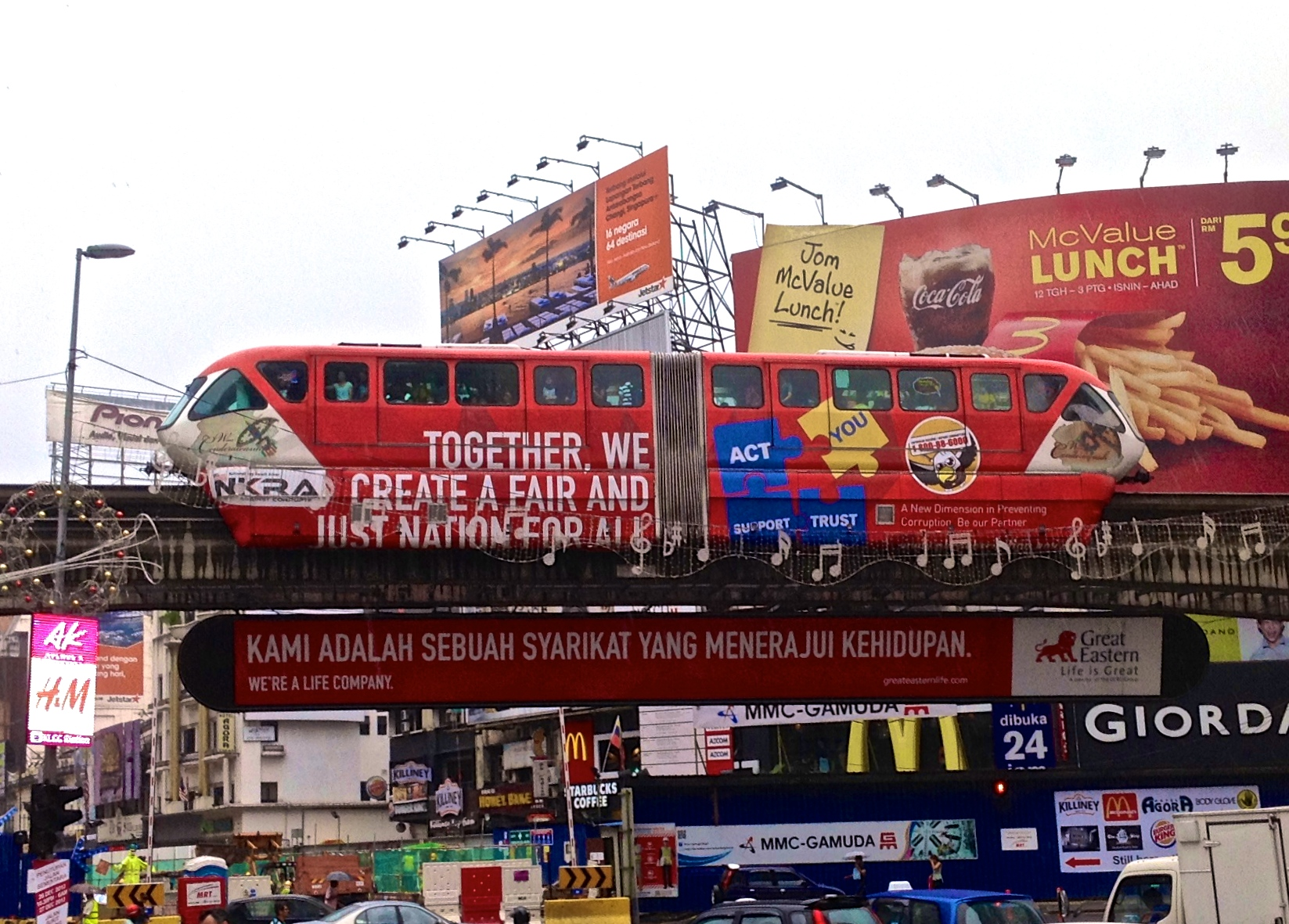
Tàu điện nhanh Kuala Lumpur

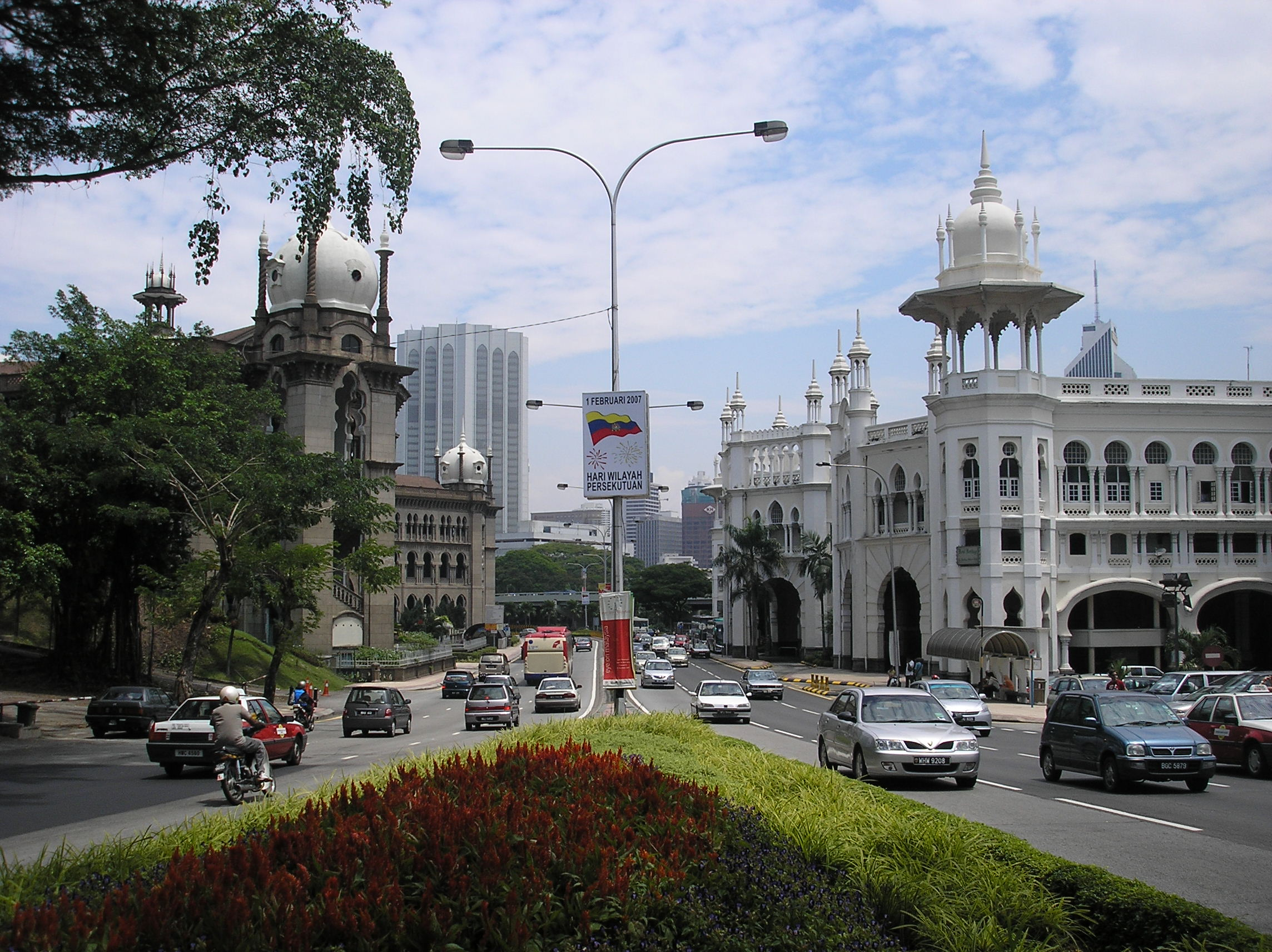
Đại lộ Damnsara ở trung tâm thành phố

Phương tiện giao thông cá nhân là phương thức đi lại chính tại Kuala Lumpur. Do đó, mỗi phần của thành phố được nối với nhau bằng xa lộ. Với tình trạng là thủ đô của Malaysia, Kuala Lumpur có hệ thống đường bộ mang tính toàn diện kết nối đến những phần còn lại tại Malaysia bán đảo.
Về kết nối hàng không, có hai sân bay phục vụ Kuala Lumpur. Sân bay chính là sân bay quốc tế Kuala Lumpur (KLIA) tại Sepang thuộc bang Selangor, nơi này cũng là trung tâm hàng không của Malaysia, nằm cách thành phố khoảng 50 kilômét (31 mi) về phía nam. Sân bay còn lại là sân bay Sultan Abdul Aziz Shah, cũng được gọi là Subang Skypark và giữ vai trò là cổng vào quốc tế chính của Kuala Lumpur từ năm 1965 cho đến khi KLIA mở cửa vào năm 1998. KLIA kết nối thành phố thông qua các chuyến bay thẳng đến các địa điểm tại sáu lục địa trên thế giới, và là trung tâm chính của hãng hàng không quốc gia Malaysia Airlines và hãng hàng không giá rẻ AirAsia. Có thể tiếp cận KLIA khi đi bằng tàu cao tốc KLIA Ekspres từ ga Trung tâm Kuala Lumpur, mất khoảng 28 phút, trong khi đi bằng ô tô hay xe buýt trên xa lộ sẽ mất khoảng một giờ. Các chuyến bay của Air Asia không qua nhà ga sân bay chính của KLIA mà qua nhà ga hàng không giá rẻ. Tính đến năm 2007, sân bay Sultan Abdul Aziz Shah chỉ được sử dụng cho các chuyến bay hợp đồng và máy bay động cơ tuốc bin cánh quạt của các hãng hàng không như Firefly và Berjaya Air.

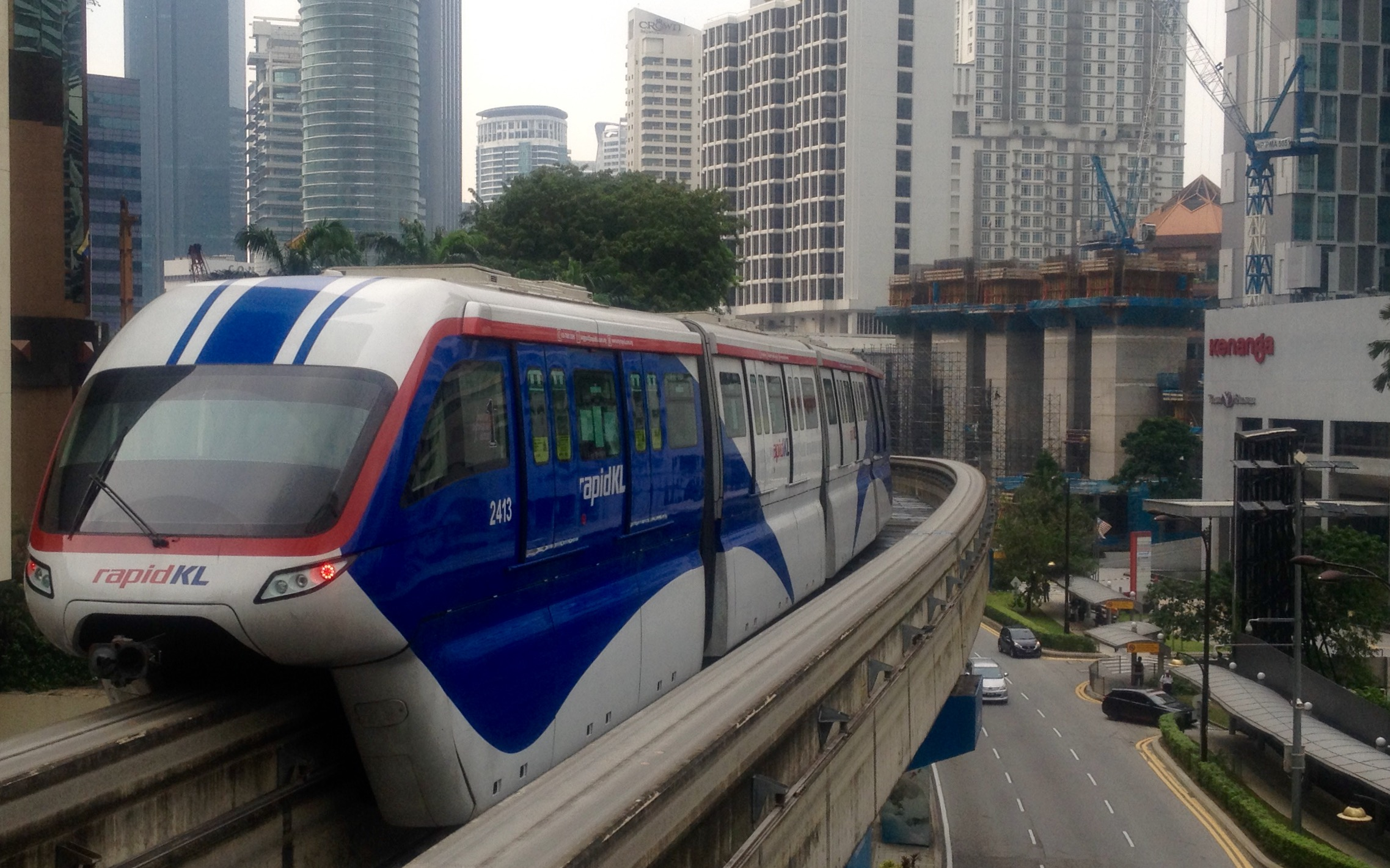
Một đoàn tàu điện nhanh của thành phố

Giao thông công cộng tại Kuala Lumpur và phần còn lại của thung lũng Klang bao gồm các loại hình giao thông khác nhau như xe buýt, đường sắt và taxi. Bất chấp các nỗ lực nhằm khuyến khích người dân sử dụng giao thông công cộng, chỉ có 16% cư dân sử dụng giao thông công cộng vào năm 2006. Giao thông đường sắt tại Kuala Lumpur bao gồm đường sắt nhẹ, đường sắt nhanh, đường sắt một ray, đường sắt ngoại ô. Kuala Lumpur được phục vụ bởi ba hệ thống đường sắt riêng biệt, chúng giao nhau tại trung tâm thành phố và trải dài ra những nơi khác tại Thung lũng, có tên là RapidKL Light Rail Transit, KL Monorail, và KTM Komuter. Các tuyến này có những ga ngầm, trên cao hay trên mặt đất trải khắp thành phố. Trung tâm đường sắt nhanh chính là ga trung tâm Kuala Lumpur (KL Sentral), đóng vai trò là trạm trao đổi giữa các tuyến. KL Sentral cũng là một trung tâm của đường sắt liên thị do KTM Intercity vận hành, cung cấp dịch vụ đường sắt xa đến Singapore ở phía nam, và đến Hat Yai thuộc Thái Lan ở phía bắc.
Nhà điều hành giao thông công cộng lớn nhất tại Kuala Lumpur và Thung lũng Klang là RapidKL. Kể từ khi tiếp quản Intrakota Komposit Sdn Bhd, RapidKL cho xác định lại toàn bộ mạng lưới buýt của Kuala Lumpur và vùng đô thị Thung lũng Klang để tăng lượng hành khách và cải tiến hệ thống giao thông công cộng của Kuala Lumpur. RapidKL áp dụng mô hình Hub-and-spoke để liên kết lớn hơn, giảm nhu cầu có thêm xe buýt. RapidKL cũng điều hành hai tuyến đường sắt nhẹ tại Kuala Lumpur và Thung lũng Klang, có tên là Ampang Line và Kelana Jaya Line.
Tại Kuala Lumpur, hầu hết taxi có màu trắng hoặc đỏ đặc trưng. Thành phố là một trong số các thành phố lớn của khối ASEAN có taxi chạy phổ biến bằng khí đốt thiên nhiên. Cảng Klang phục vụ nhu cầu giao thông háng hải của Kuala Lumpur, cảng này nằm cách thành phố 64 km (40 mi) về phía tây nam. Đây là cảng lớn nhất và bận rộn nhất tại Malaysia, xử lý khoảng 6,3 triệu TEU hàng hóa vào năm 2006.
Kuala Lumpur cũng được phục vụ bởi cảng Klang, nằm cách khoảng 64 km (40 mi) về phía tây nam của thành phố. Đây là cảng lớn nhất và bận rộn nhất trong cả nước, xử lý khoảng 6,3 triệu thùng hàng tương đương hai mươi feet (TEU) trong năm 2006.

## Du lịch

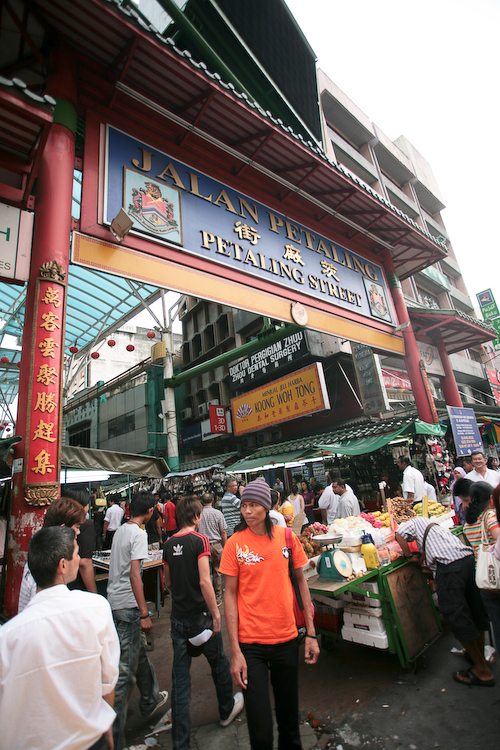
Phố Petaling - khu phố Tàu nổi tiếng ở Kuala Lumpur

Du lịch đóng một vai trò quan trọng trong nền kinh tế dịch vụ của Kuala Lumpur. Nhiều chuỗi khách sạn lớn trên toàn thế giới có mặt tại thành phố. Một trong những khách sạn lâu đời nhất là Hotel Majestic. Kuala Lumpur là thành phố được tham quan nhiều thứ sáu trên thế giới, với 8,9 triệu du khách mỗi năm. Du lịch ở đây được thúc đẩy bởi sự đa dạng văn hoá của thành phố, chi phí tương đối thấp và nhiều loại hình ẩm thực và mua sắm rộng rãi. Du lịch MICE, chủ yếu bao gồm các công ước - đã mở rộng trong những năm gần đây để trở thành một thành phần thiết yếu của ngành công nghiệp này và dự kiến sẽ phát triển hơn nữa khi chương trình chuyển đổi kinh tế của chính phủ Malaysia bắt đầu và với việc hoàn thành một MATRADE mới 93.000m2 Trung tâm vào năm 2014. Một xu hướng đáng chú ý khác là sự hiện diện ngày càng tăng của các khách sạn bình dân trong thành phố.
Các điểm đến du lịch chính ở Kuala Lumpur bao gồm Tháp đôi Petronas, khu mua sắm Bukit Bintang, Tháp truyền hình Kuala Lumpur, phố Petaling (Phố người Hoa), quảng trường Merdeka, tòa nhà Quốc hội, cung điện Quốc gia (Istana Negara), Bảo tàng Quốc gia, Bảo tàng Nghệ thuật Hồi giáo, chợ Trung tâm, vườn chim KL, thủy cung KLCC, đài tưởng niệm Quốc gia và các địa điểm tôn giáo như Nhà thờ Hồi giáo Sultan Abdul Samad Jamek. Kuala Lumpur tổ chức nhiều lễ hội văn hóa như lễ rước Thaipusam tại đền Sri Mahamariamman. Mỗi năm trong buổi lễ Thaipusam, một chiếc xe ngựa bạc mang bức tượng Lord Muruga cùng với người bạn đồng hành Valli và Teivayanni của ông sẽ được diễu hành qua thành phố bắt đầu từ ngôi đền đến động Batu ở Selangor lân cận.
Trung tâm giải trí của thành phố chủ yếu tập trung ở Tam giác Vàng bao gồm Jalan P. Ramlee, Đường Jalan Sultan Ismail và Đường Ampang. Các câu lạc bộ đêm hội quán, quán bar và sảnh chờ hiện đại, như Marini's 57, Skybar tại Traders Hotel, Câu lạc bộ Beach, Espanda, Nhà hàng rượu vang Hakka Republic, Quán cà phê Hard Rock, Luna Bar, Nuovo, Rum Jungle, No Black Tie, Câu lạc bộ Thái, câu lạc bộ Zion, Zouk, và nhiều người khác được đặt tại đây.

### Mua sắm

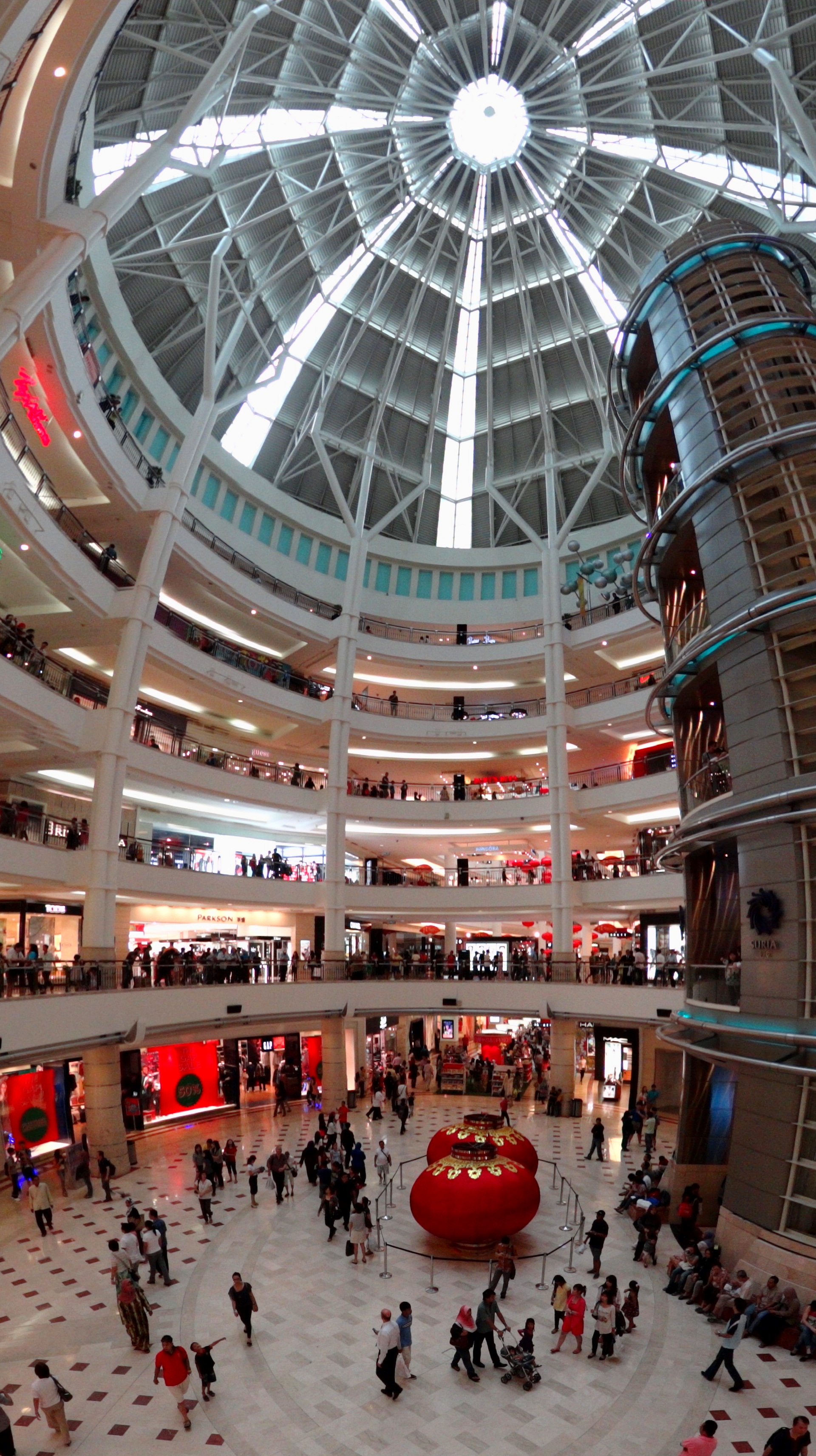
Suria KLCC, nằm ở giữa tháp đôi Petronas

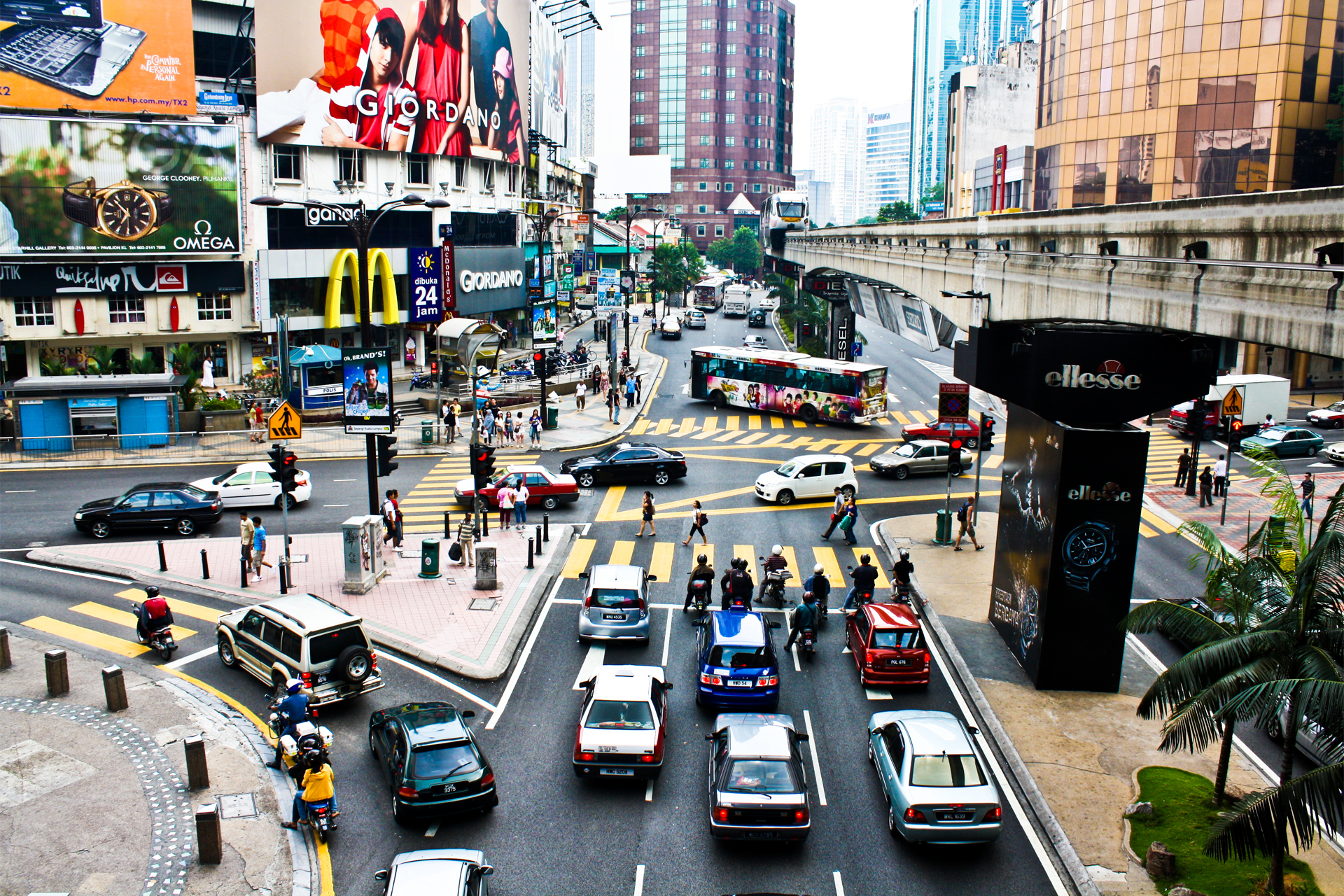
Khu thương mại Bukit Bintang

Kuala Lumpur có 66 trung tâm mua sắm và là trung tâm bán lẻ và thời trang ở Malaysia cũng như cả khu vực Đông Nam Á. Nền kinh tế mua sắm tại Malaysia đã đóng góp 7,7 tỷ đô la (2,26 tỷ đô la Mỹ), tương đương 20,8% của tổng lợi nhuận 39,9 tỷ đô la từ du lịch trong năm 2006.
Suria KLCC là một trong những điểm đến mua sắm cao cấp của Malaysia do vị trí của nó nằm giữa 2 tòa tháp đôi Petronas.
Ngoài Suria KLCC, quận Bukit Bintang có nhiều trung tâm mua sắm lớn nhất tại Kuala Lumpur bao gồm Pavilion, Fahrenheit 88, Plaza Low Yat, Berjaya Times Square, Lot 10, BB Plaza, Sungei Wang Plaza và Quill City Mall. Khu vực Changkat của Bukit Bintang phục vụ nhiều quán cà phê và khu ăn uống ngoài trời. Bangsar cũng có một số khu mua sắm, bao gồm làng Bangsar, Trung tâm mua sắm Bangsar và Mid Valley Megamall.
Ngoài các trung tâm mua sắm, Kuala Lumpur đã chỉ định rất nhiều khu trong thành phố để tiếp thị các sản phẩm được sản xuất tại địa phương như hàng dệt, vải và thủ công mỹ nghệ. Khu phố Tàu Kuala Lumpur, thường được gọi là Đường Petaling, là một trong số đó. Khu phố Tàu có nhiều tòa nhà trước độc lập với ảnh hưởng kiến trúc của Thổ Nhĩ Kỳ và thuộc địa.
Năm 2000, Bộ Du lịch Malaysia đã giới thiệu chương trình mega sale để mua sắm tại Malaysia. Sự kiện bán mega sale được tổ chức ba lần một năm - vào tháng 3, tháng 5 và tháng 12 - trong đó tất cả các trung tâm mua sắm được khuyến khích tham gia để thúc đẩy Kuala Lumpur trở thành điểm mua sắm hàng đầu ở châu Á.

## Thể thao và giải trí
Kuala Lumpur có nhiều công viên, vườn và không gian mở cho mục đích giải trí. Tổng không gian mở cho các cơ sở giải trí và thể thao sử dụng đất trong thành phố đã tăng đáng kể 169,6% từ 5,86 km2 (1.450 mẫu Anh) năm 1984 lên 15,8 km2 (3.900 mẫu Anh) vào năm 2000.
Mặc dù Kuala Lumpur được quảng cáo là một trong những thành phố đăng cai Giải vô địch Thế giới Công thức 1, giải đua xe tự động mở rộng A1 Grand Prix [157] và Motorcycle Grand Prix, các cuộc đua được tổ chức tại Vòng đua Quốc tế Sepang ở Sepang thuộc bang Selangor lân cận. Sự kiện Công thức 1 đóng góp đáng kể cho khách du lịch và thu nhập du lịch đến Kuala Lumpur. Điều này thể hiện rõ trong cuộc khủng hoảng tài chính châu Á 1997. Mặc dù các thành phố quanh châu Á đang có lượng khách du lịch giảm, lượng khách du lịch đến từ Kuala Lumpur tăng từ 6.210.900 năm 1997 lên 10.221.600 vào năm 2000, tăng 64,6% lượng khách du lịch. Vào năm 2015, Đường đua Kuala Lumpur được xây dựng để tổ chức sự kiện đua xe mô tô Grand Prix của thành phố Kuala Lumpur.
Bóng đá là một trong những môn thể thao phổ biến nhất ở Kuala Lumpur. Giải bóng đá Merdeka chủ yếu được tổ chức tại sân vận động Merdeka. Thành phố này cũng là quê hương của câu lạc bộ bóng đá Kuala Lumpur FA, đang thi đấu tại giải vô địch quốc gia Malaysia.
Kuala Lumpur đã tổ chức Giải vô địch bóng rổ châu Á chính thức vào năm 1965, 1977 và 1985. Những cổ động viên bóng rổ của thành phố đã cổ vũ đội bóng rổ quốc gia của Malaysia đến trận chung kết Four năm 1985, thành tích tốt nhất của đội cho đến nay. Hơn nữa, thành phố này là quê hương của Westports Malaysia Dragons, Nhà vô địch của Giải bóng rổ ASEAN. Đội chơi các trận đấu trên sân nhà của mình trong Sân vận động MABA.
KL Grand Prix CSI 5 *, một sự kiện đua ngựa quốc tế năm sao được tổ chức hàng năm trong thành phố. Sự kiện thường niên này thu hút các tay đua hàng đầu thế giới và những chú ngựa được đánh giá cao của họ đến Malaysia.
Các sự kiện thể thao thường niên khác do thành phố tổ chức bao gồm Cuộc chạy đua Tháp KL, Vòng đua quốc tế KL Tower BASE Jump Merdeka Circuit và Giải đua marathon quốc tế Kuala Lumpur. Kuala Lumpur cũng là một trong những chặng đua của cuộc đua xe đạp Tour de Langkawi.
Giải cầu lông Malaysia Open Super Series thường niên được tổ chức tại Kuala Lumpur.
Kuala Lumpur có một loạt các cơ sở thể thao đẳng cấp quốc tế sau khi tổ chức Đại hội Thể thao Khối thịnh vượng chung năm 1998. Nhiều trong số các cơ sở này bao gồm 2 sân vận động chính (bao gồm cả đường chạy điền kinh và sân bóng đá) là sân vận động Quốc gia Bukit Jalil ở phía nam thành phố và sân vận động Shah Alam nằm ở Selangor, cả hai đều là sân nhà của đội tuyển bóng đá quốc gia Malaysia. Ngoài ra còn có sân vận động khúc côn cầu và bể bơi được đặt trong Khu liên hợp thể thao quốc gia tại Jal Jalil trong khi một sân vận động có nhiều bể bơi hơn nằm ở Bandar Tun Razak, bên cạnh Vườn hồ Taman Tasik Permaisuri. Ngoài ra còn có sân bóng đá, khu liên hợp thể thao địa phương, bể bơi và sân tennis nằm rải rác quanh vùng ngoại ô. Sân cầu lông và 'takraw' thường được bao gồm trong các phòng cộng đồng. Trụ sở hiện tại của AFC, tức Liên đoàn bóng đá châu Á, được xây dựng trên một khu phức hợp rộng 4 mẫu Anh (16.000 m2) ở vùng ngoại ô Bukit Jalil của Kuala Lumpur.
Kuala Lumpur có một số sân golf bao gồm Câu lạc bộ Golf và Đồng quê (KLGCC) và Câu lạc bộ Golf Dịch vụ dân sự Malaysia ở Kiara và Sân gôn Berjaya tại Bukit Jalil. Thành phố cũng có nhiều trung tâm thể hình tư nhân lớn được điều hành bởi Celebrity Fitness, Fitness First, True Fitness và các khách sạn năm sao lớn.
Kuala Lumpur đã tổ chức Phiên họp IOC lần thứ 128 vào năm 2015, nơi IOC đã bầu Bắc Kinh là thành phố đăng cai Thế vận hội Mùa đông 2022 và Lausanne là thành phố đăng cai Thế vận hội Mùa đông 2020.